# Agrostis filipes
Agrostis filipes är en gräsart som beskrevs av Joseph Dalton Hooker. Agrostis filipes ingår i släktet ven, och familjen gräs. Inga underarter finns listade i Catalogue of Life.